# ميشيل بينيتيز
ميشيل بينيتيز (بالإسبانية: Michelle Benítez)‏ هو لاعب كرة قدم مكسيكي في مركز الوسط، ولد في 12 فبراير 1996 في كولياكان في المكسيك. لعب مع نادي غوادالاخارا.

## وصلات خارجية
- ميشيل بينيتيز على موقع قاعدة بيانات كرة القدم.إي يو (الإنجليزية)
- ميشيل بينيتيز على موقع Soccerway.com (الإنجليزية)
- ميشيل بينيتيز على موقع AS.com (الإسبانية)